# 曲橋站
曲橋站（：／ Gubeun-dari yeok */?）副站名江東區民會館，是首都圈電鐵5號線沿線的一座地下車站，位於韓國首爾特別市江東區明逸洞。站名源自車站西側千戶洞的舊地名「曲橋里」。

## 車站結構
站體為2面2線曲線式設計側式月台的地下車站，候車月台設有月台幕門，並有4處出口。

### 月台配置
| 吉洞 ↑ |
| \| 上  |
| ↓ 明逸 |

| 月台 | 路線             | 目的地                             |
| ---- | ---------------- | ---------------------------------- |
| 上行 | ●首都圈電鐵5號線 | 吉洞、君子、永登浦區廳、傍花方向   |
| 下行 | ●首都圈電鐵5號線 | 明逸、高德、上一洞、河南黔丹山方向 |

## 歷史
- 1995年11月15日：落成啟用。

## 車站周邊
- 江東區民會館
- 十字星村（朝鲜语：십자성마을）
- 明声教会
- 吉洞聖堂
- 新明中學
- 千戶中學
- Home plus（朝鲜语：홈플러스）江東店
- 千戶CGV
- 吉洞生態公園

## 圖片

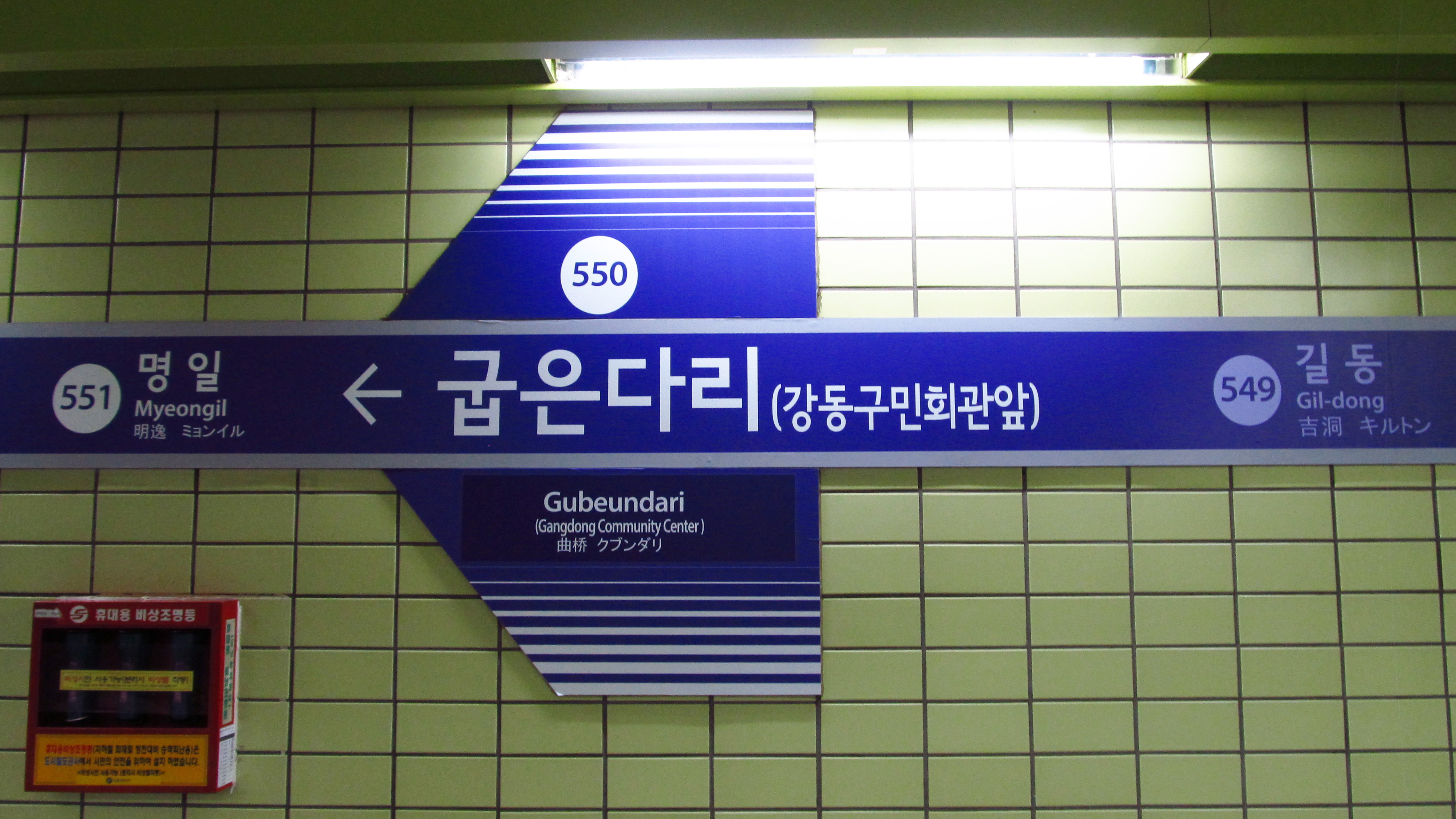
站名牌
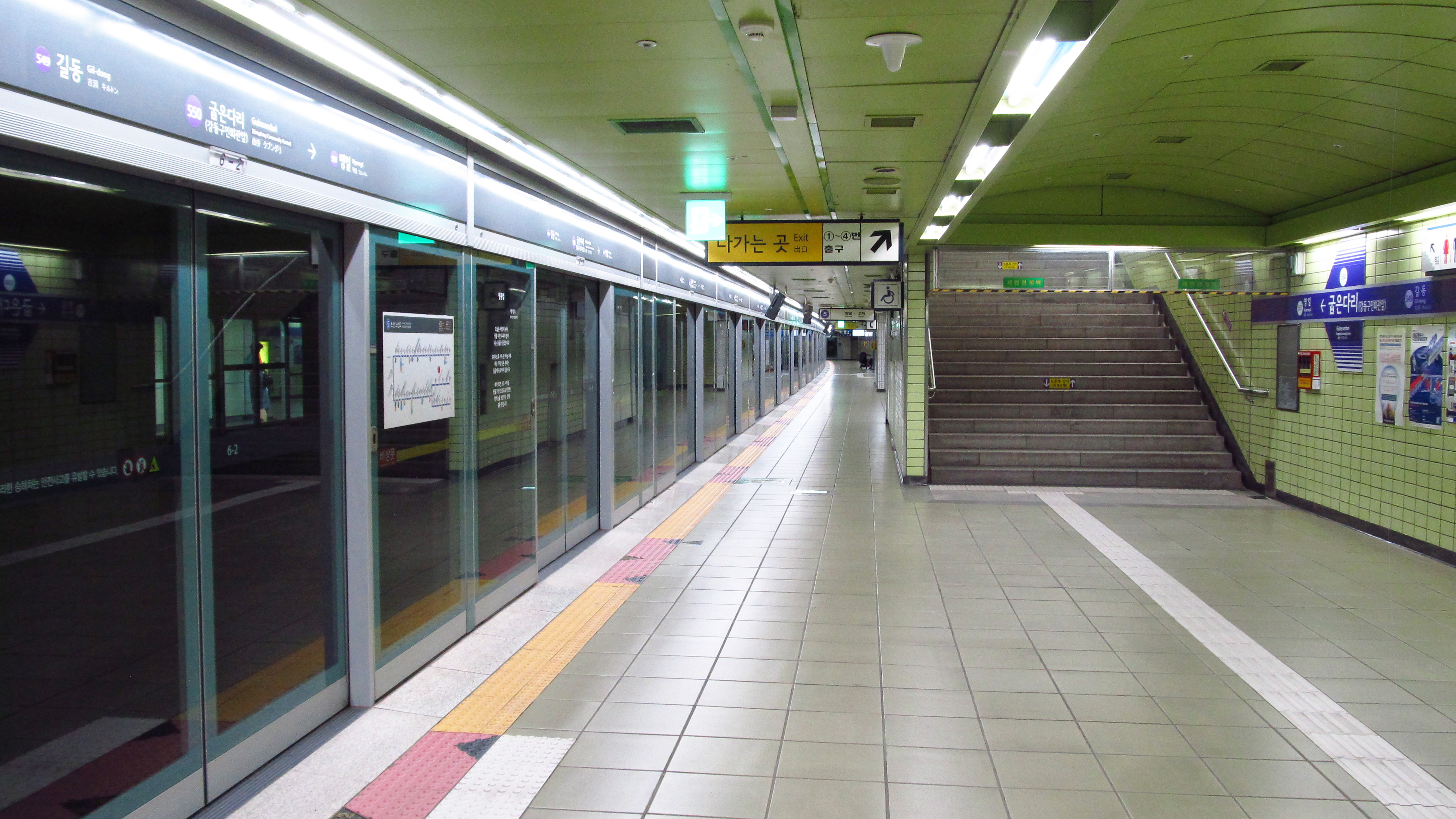
候車月台
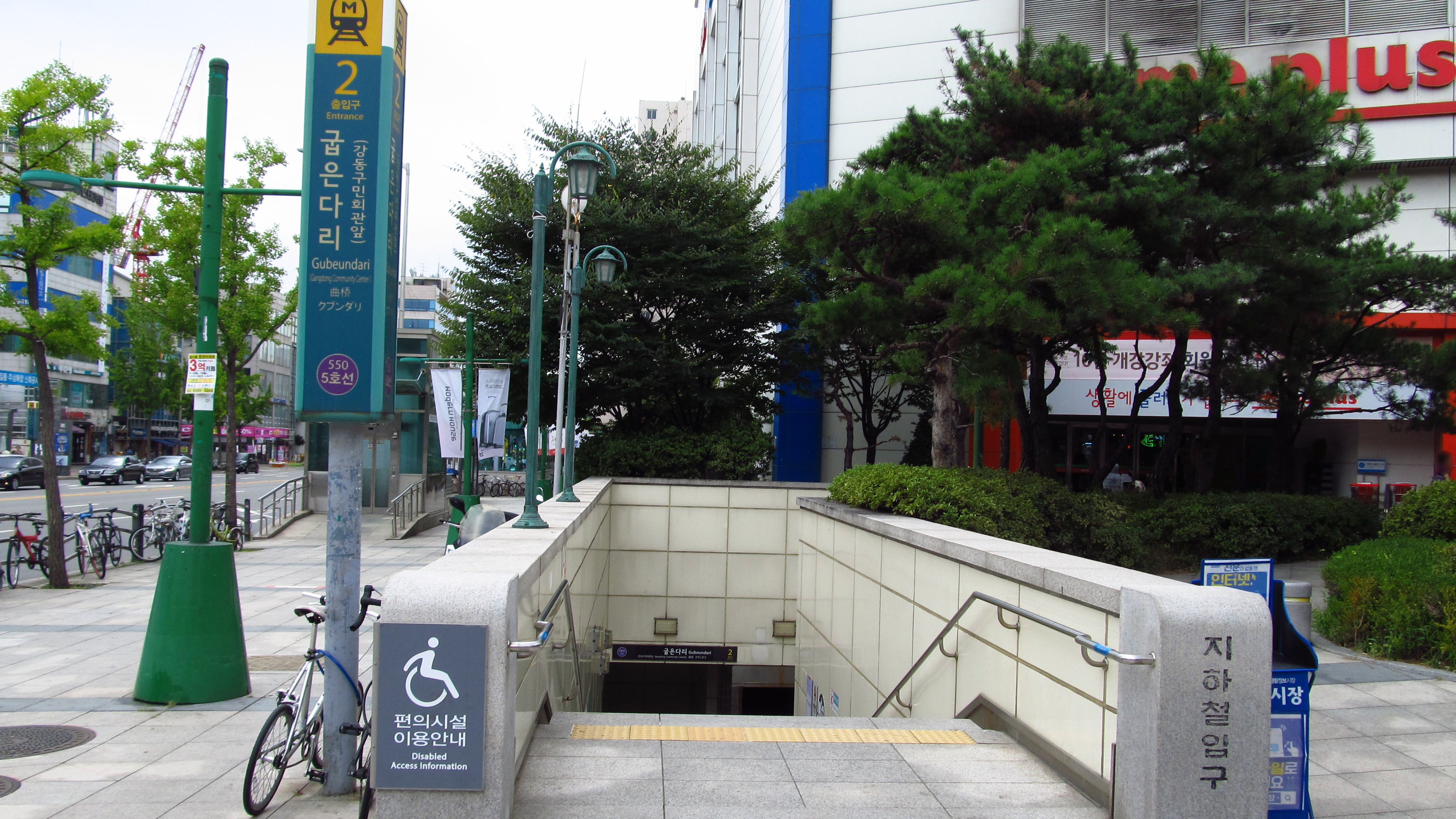
2號出口
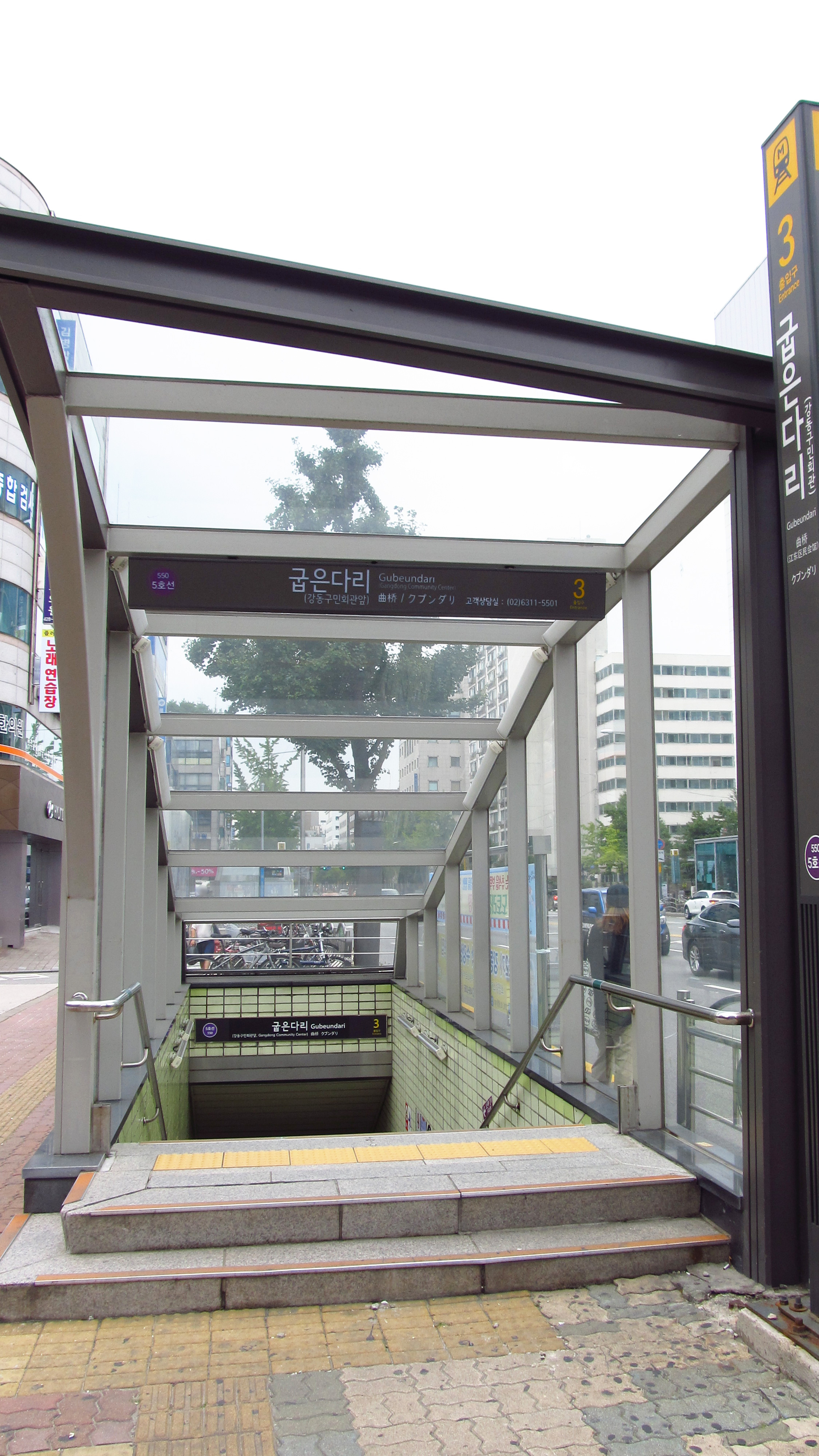
3號出口
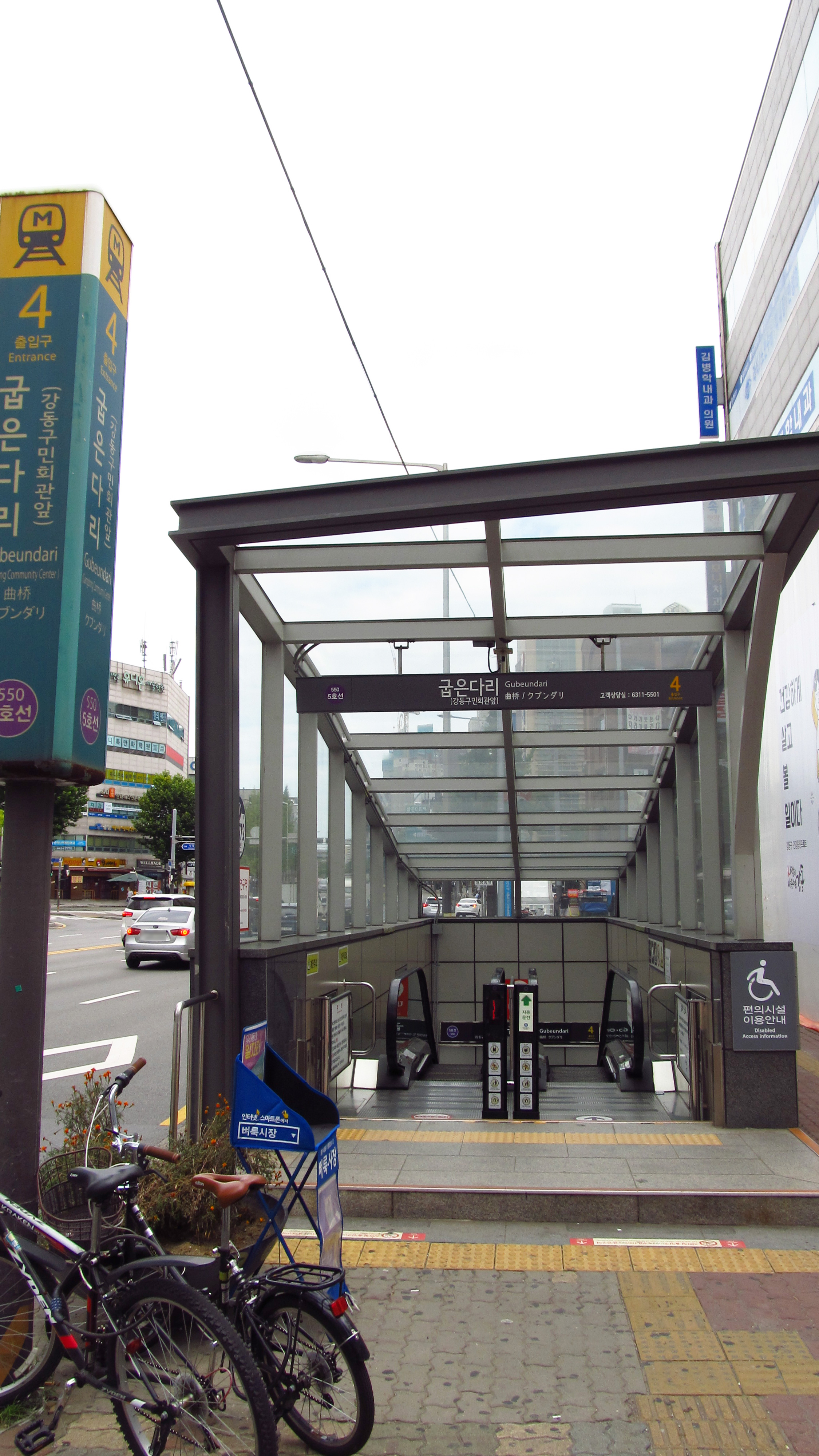
4號出口

## 相鄰車站
首爾交通公社
●首都圈電鐵5號線
吉洞（549）－曲橋（550）－明逸（551）